# Тугаре
Тугаре су насељено место у саставу града Омиша, Сплитско-далматинска жупанија, Република Хрватска.

## Историја
До територијалне реорганизације у Хрватској налазиле су се у саставу старе општине Омиш.

## Становништво
На попису становништва 2011. године, Тугаре су имале 885 становника.
| Број становника по пописима | Број становника по пописима | Број становника по пописима | Број становника по пописима | Број становника по пописима | Број становника по пописима | Број становника по пописима | Број становника по пописима | Број становника по пописима | Број становника по пописима | Број становника по пописима | Број становника по пописима | Број становника по пописима | Број становника по пописима | Број становника по пописима | Број становника по пописима |
| --------------------------- | --------------------------- | --------------------------- | --------------------------- | --------------------------- | --------------------------- | --------------------------- | --------------------------- | --------------------------- | --------------------------- | --------------------------- | --------------------------- | --------------------------- | --------------------------- | --------------------------- | --------------------------- |
| 1857                        | 1869                        | 1880                        | 1890                        | 1900                        | 1910                        | 1921                        | 1931                        | 1948                        | 1953                        | 1961                        | 1971                        | 1981                        | 1991                        | 2001                        | 2011                        |
| 411                         | 551                         | 690                         | 743                         | 856                         | 913                         | 814                         | 927                         | 993                         | 747                         | 743                         | 757                         | 713                         | 771                         | 781                         | 885                         |

Напомена: У 1991. повећано припајањем насеља Хумац које је престало да постоји и за које садржи део података у 1869, 1921. и 1931. У 1991. такође је повећано и за део подручја насеља Дубрава, где је и садржан део података од 1857. до 1961. До 1910. исказивано под именом Тугари. У 1869, 1921. и 1931. садржи податке за насеље Наклице.

### Попис1991.
На попису становништва 1991. године, насељено место Тугаре је имало 771 становника, следећег националног састава:
| Попис 1991.‍  | Попис 1991.‍  | Попис 1991.‍ | Попис 1991.‍ | Попис 1991.‍ |
| ------------ | ------------ | ----------- | ----------- | ----------- |
|              |              |             |             |             |
| Хрвати       | Хрвати       |             | 746         | 96,75%      |
| Срби         | Срби         |             | 2           | 0,25%       |
| Муслимани    | Муслимани    |             | 1           | 0,12%       |
| Немци        | Немци        |             | 1           | 0,12%       |
| остали       | остали       |             | 5           | 0,64%       |
| неопредељени | неопредељени |             | 1           | 0,12%       |
| непознато    | непознато    |             | 15          | 1,94%       |
| укупно: 771  |              |             |             |             |